# Moja voljena
Moja voljena je meksička telenovela producentice i redateljice Angelli Nesme. Riječ je o meksičkoj preradi uspješne venecuelanske telenovele "Las Amazonas".

## Sinopsis
U središtu priče nalazi se Isabela Soriano, prelijepa, ponosna i samovoljna mlada žena koju krase i odlike darežljive i plemenite. Završila je poduzetništvo i bavi se ulaganjima i poslovima svojega oca Clementea, bogatog zemljoposjednika. Radišan i tvrdoglav Clemente postao je udovac kada su njegove tri kćeri bile još djevojčice pa mu je sada jedina želja da sve tri dobro uda i da mu, jednoga dana, podare unuke. Nakon smrti njihove majke, za Isabelu, Dianu i Carolinu brinula se odana domaćica Paz Guzman. Jedinu smetnju i opasnost za obitelj Paz vidi u Clementeovoj novoj, upola mlađoj ženi Karini, za koju vjeruje da se udala iz koristoljublja. No bez obzira na njezine spletke, djevojke odluče ignorirati njezine i želje njihova oca te voditi vlastite živote.
Isabela je u vezi s Cesarom, trenerom konja svoga oca, ali je zaljubljena u Victora Izaguirrea, zgodnog i priznatog veterinara koji je od nje stariji punih deset godina. Iako je njihova ljubav svakim danom sve jača i Isabela ostavlja Cesara pred oltarom, Victor ostaje u braku s Consuelo, majkom svojih dviju djevojčica - Ximene i Pili. Velike probleme u njihovoj vezi stvarat će im Karina, koja je opsesivno zaljubljena u Victora, baš kao i Cesar koji nije spreman odreći se Sorianova bogatstva koje bi naslijedio brakom. 
Diana Soriano, Clementeova srednja kći, nakon završena školovanja zapošljava se u prestižnoj arhitektonskoj tvrtki i ubrzo se zaljubi u šefa, uglednog 50-godišnjeg arhitekta Octavija Uriartea. On joj uzvraća ljubav unatoč velikoj razlici u godinama i činjenici da je kći njegovog najvećeg neprijatelja. Na kraju, izgubljen između ljubavi i mržnje, Octavio će oženiti dugogodišnju djevojku Mariagnu, nesvjestan da Diana čeka njegovo dijete. Treća i najmlađa kći je Carolina Soriano, vječno bezbrižna djevojka. Vratila se sa školovanja u inozemstvu kako bi se udala za Rafaela, no iznenadit će se kada, nakon nekoliko godina izbivanja, ponovno ugleda Pabla, sina domaćice Paz, koji sada radi kao trener konja.
Junaci ove priče i ovaj će put imati neprijatelje koji će njihovu odanost, ljubav, snagu i iskrenost staviti na najteže kušnje. Clementeovi najljući neprijatelji su Octavio Uriarte i njegova majka Socorro, koji misle da je Clemente ubio Servanda, Octavijeva brata, kako bi zadržao njegovu imovinu i oženio se njegovom udovicom. S druge strane, Isabelu će dočekati iznenađenje kada od Paz uspije saznati nešto više o svom podrijetlu i o onome što se doista dogodilo između Servanda i Clementea prije 28 godina.

## Uloge
| Glumac/ica               | Lik                            |
| ------------------------ | ------------------------------ |
| Sergio Goyri             | Victor Izaguirre               |
| Karyme Lozano            | Isabela Soriano                |
| Eric del Castillo        | Clemente Soriano               |
| Otto Sirgo               | Octavio Uriarte                |
| Mayrin Villanueva        | Diana Soriano                  |
| Ludwika Paleta           | Carolina Soriano               |
| Mercedes Molto           | Karina Soriano †               |
| Roberto Ballesteros      | Melchor Arrieta                |
| Antonio Medellin         | Pascual                        |
| Isaura Espinoza          | Paz Guzman                     |
| Socorro Bonilla          | Casilda †                      |
| Mariagna Prats           | Mariagna                       |
| Luis Gatica Jr.          | Jorge Esparza                  |
| Cecilia Gabriela         | Consuelo                       |
| Emilia Carranza          | Doña Socorro                   |
| Norma Lazareno           | Judith                         |
| Eugenia Cauduro          | Julia                          |
| Juan Pablo Gamboa        | César Fábregas/Armando Sánchez |
| Paty Martínez            | Trini                          |
| Mirrha Saavedra          | Gloria                         |
| Roberto D'Amico          | Hurtado †                      |
| Arlette Pacheco          | Zulema                         |
| Fernando Robles          | Robles                         |
| Polly                    | Lic. Ibáñez                    |
| Oscar Traven             | Alvarado                       |
| Rafael del Villar        | Landeta                        |
| Giovan Ramos             | Edgar                          |
| Janina Hidalgo           | Ángeles                        |
| Roberto Palazuelos       | Rafael †                       |
| Julio Mannino            | Pablo                          |
| Jan                      | Mauricio                       |
| Yuliana Peniche          | Luz                            |
| Jorge de Silva           | Ringo                          |
| Bibelot Mansur           | Chofi                          |
| Citlalhi Galindo         | Susana                         |
| Oscar Ferreti            | Horacio                        |
| Ramiro Torres            | Nacho                          |
| Maria Fernanda Rodriguez | Ximena                         |
| Marijose Valverde        | Pili                           |
| Paulina Martell          | Betty                          |
| Isaac Castro             | Pepe                           |
| Victor Luis Zuñiga       | Juanito                        |

## Vanjske poveznice
- Službena stranica na esmas.com  Arhivirana inačica izvorne stranice od 24. rujna 2008. (Wayback Machine)
- Stranica na alma-latina.net